# جونیا ایتو (بازیکن فوتبال، زاده ۱۹۹۳)
جونیا ایتو (انگلیسی: Junya Ito؛ زادهٔ ۹ مارس ۱۹۹۳) بازیکن فوتبال در پست مهاجم اهل ژاپن است.که در باشگاه فوتبال استاد رنس بازی می‌کند.

## باشگاهی
از باشگاه‌هایی که در آن بازی کرده‌است می‌توان به باشگاه فوتبال کاشیوا ریسول اشاره کرد.

## تیم ملی
وی همچنین در تیم ملی فوتبال ژاپن بازی کرده‌است.
او در تاریخ ۱ فوریه ۲۰۲۴ به دلیل اتهام دو زن به تجاوز جنسی، در هنگام برگزاری مسابقات جام ملت های آسیا ۲۰۲۳ از تیم ملی فوتبال ژاپن کنار گذاشته شد.